# Tempo (Lizzo)
Tempo è un singolo della cantante statunitense Lizzo, pubblicato il 26 luglio 2019 come secondo estratto dal terzo album in studio Cuz I Love You.

## Descrizione
Tempo è un brano R&B e trap, contenente un sample del brano di Raymond Scott Nescafe. Inizia con un potente riff di chitarra, prima di entrare nel ritornello della canzone. Il verso di Elliott è stato aggiunto alla traccia dopo che Lizzo aveva ascoltato l’instrumentale completato della canzone. Descritto come "inno infuocato al twerk" da NPR, Tempo è anche un’ "ode alle donne formose" con messaggi di autostima.

## Accoglienza
Tempo ha ricevuto recensioni positive da parte della critica musicale. Will Lavin, scrivendo per NME, ha definito la traccia "feroce" e "up-tempo". Brendan Wetmore di Paper l'ha reputata "una canzone adatta ai club". Joshua Bote, scrivendo per NPR, ha elogiato la sicurezza delle due artiste.  Ben Kaye, scrivendo per Consequence of Sound, ha lodato il verso di Elliott.
The Guardian l'ha definita la diciannovesima miglior canzone del 2019.

## Video musicale
Lizzo ha annunciato il video musicale della canzone il 25 luglio 2019. Il video, diretto da Andy Hines, è stato pubblicato il 26 luglio 2019. Mostra Lizzo, vestita con un cappotto blu e un cappello da cowboy rosso, che festeggia in un parcheggio con molti ballerini e macchine sullo sfondo. Missy Elliott salta da un'auto in tuta per eseguire il suo verso.  David Renshaw di The Fader ha apprezzato la felicità che trasmette il video.

## Classifiche
| Classifica (2019) | Posizione massima |
| ----------------- | ----------------- |
| Belgio (Vallonia) | 88                |
| Stati Uniti       | 108               |